# Ian Campbell, 11. Duke of Argyll

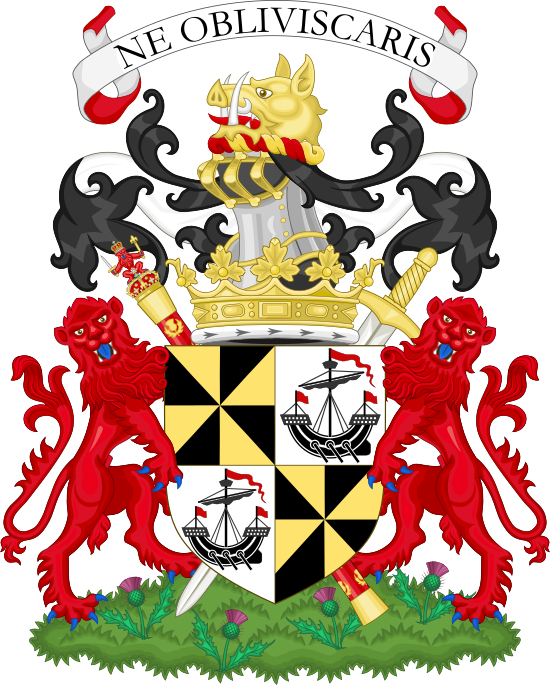
Wappen der Dukes of Argyll

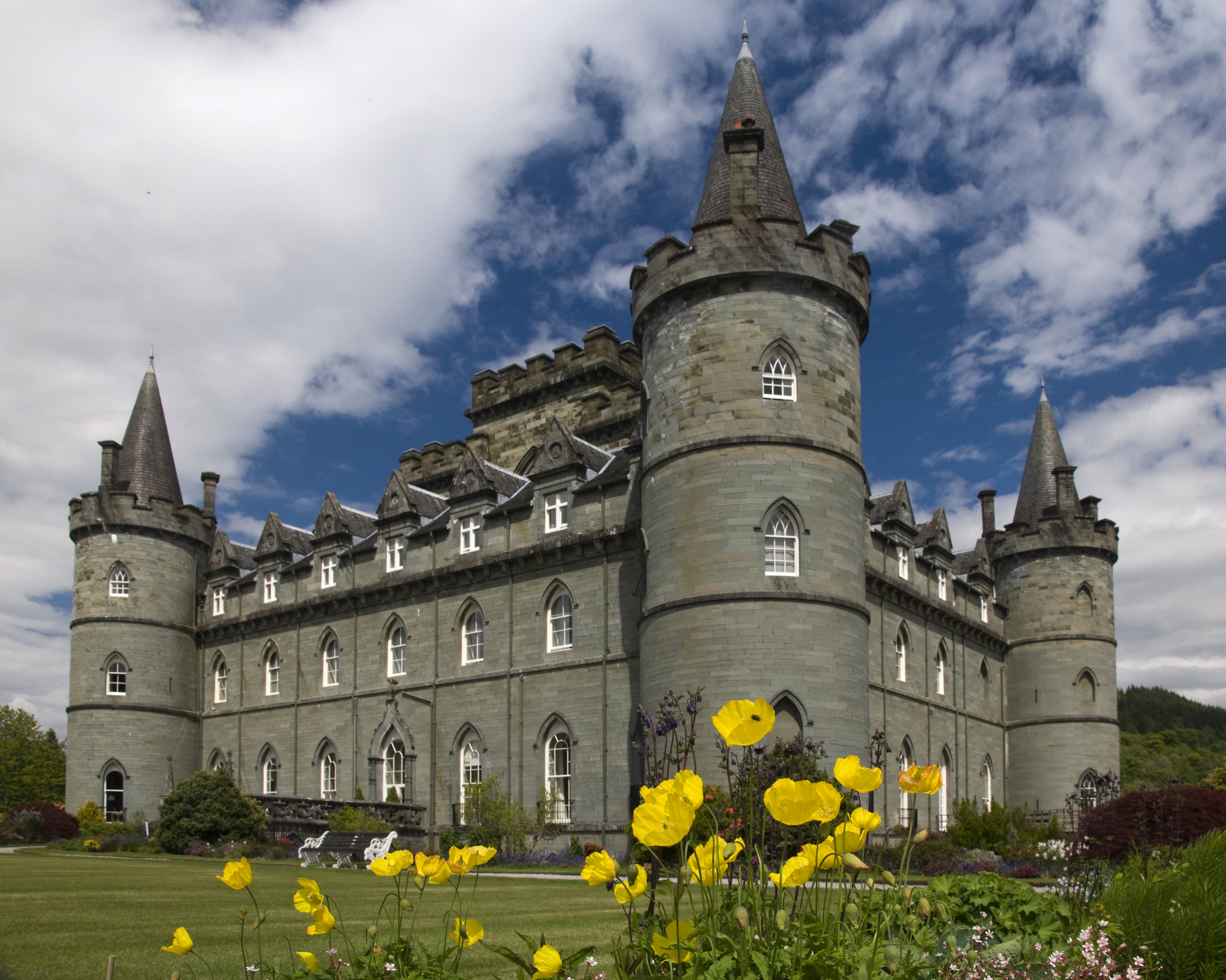
Inveraray Castle, Familiensitz der Campbells

Ian Douglas Campbell, 11. Duke of Argyll (* 18. Juni 1903 in Paris; † 7. April 1973 in Edinburgh) war ein schottischer Peer. Er wurde vor allem durch die skandalträchtige Scheidung von seiner dritten Frau Margaret Campbell, Duchess of Argyll, bekannt.

## Familie und frühe Jahre
Ian Campbell war der Sohn von Douglas Walter Campbell (1877–1926) und dessen erster Gattin Aimee Marie Suzanne Lawrence († 1920); sein Vater galt als „schwarzes Schaf“ der Familie. Er war ein Urenkel von George Campbell, 8. Duke of Argyll und hatte väterlicherseits schottische und mütterlicherseits US-amerikanische Wurzeln.
Campbell wuchs zunächst in Frankreich auf. Er besuchte das Eton College und eine Schule in Milton, USA, und studierte am Christ Church College der University of Oxford.
Beim kinderlosen Tod seines Onkels zweiten Grades, Niall Campbell, 10. Duke of Argyll, erbte er dessen Adelstitel als Duke of Argyll, sowie den Familiensitz Inveraray Castle, der in schlechtem baulichen Zustand war.

## Campbells Ehen

### Erste Ehe
Im Dezember 1927 heiratete Ian Campbell Janet Aitken, die 17-jährige Tochter des Pressemagnaten Lord Beaverbrook. Von ihrer Familie und Freunden war Janet Aitken vor dieser Ehe gewarnt worden, da Campbell wegen seiner Trinkerei und Spielerei berüchtigt war. Schon während ihrer Flitterwochen vergewaltigte er seine junge Ehefrau und beschied ihr, sie solle aufhören zu „flennen“. Dann nahm er sie mit in ein Pariser Bordell, „damit sie etwas lerne“.
Auf einer Schiffsfahrt nach Jamaika fand Janet Campbell heraus, dass ihr Mann ihre Juwelen gestohlen hatte, um seine Spielschulden zu bezahlen. Später forderte er auch die Juwelen ihrer verstorbenen Mutter von ihr, und als sie sich weigerte, täuschte er einen Selbstmordversuch vor. Lord Beaverbrook ließ seinen Schwiegersohn überwachen, kaufte die Juwelen heimlich zurück und versuchte vergeblich, Campbell dazu zu bringen, in seinem Zeitungsimperium zu arbeiten. Schließlich schickte er das Paar nach Cannes. Von dort floh Janet Campbell zurück nach London; ihr Mann folgte ihr und versuchte sie zu überreden, zu ihm zurückzukehren. Bei diesem „Gespräch“ erlitt seine Frau mehrere Knochenbrüche. Das Ehepaar ließ sich 1934 scheiden; die 1928 geborene gemeinsame Tochter Jeanne war von 1962 bis 1963 die dritte Ehefrau von Norman Mailer, der insgesamt sechsmal verheiratet war.

### Zweite Ehe
Noch während seiner Ehe mit Janet hatte Ian Campbell ein Verhältnis mit seiner späteren zweiten Frau Louise, die er 1935 heiratete. Die Ehe hielt 16 Jahre und ihr entstammten zwei Söhne. Der ältere, Ian, erbte später die Adelstitel von seinem Vater. Sein jüngerer Bruder war Colin, dessen von ihm geschiedene Frau Lady Colin Campbell als Biografin von Prinzessin Diana bekannt wurde und der nach ihren Aussagen im Charakter seinem Vater ähnelte.
Bei Ausbruch des Zweiten Weltkriegs trat Campbell der 51st (Highland) Division bei, erreichte den Dienstgrad eines Captain und war der Verbindungsoffizier zum Geheimdienst. Während der Schlacht von Dünkirchen wurde er als einer von 10.000 Briten, hauptsächlich Schotten, von der deutschen Wehrmacht unter Generalmajor Erwin Rommel im Juni 1940 bei Saint-Valery-en-Caux gefangen genommen. Dieses Ereignis rief in Großbritannien viel Aufsehen hervor, denn die Soldaten waren in Frankreich zurückgelassen worden, weil die britischen Schiffe nicht rechtzeitig die Küste erreicht hatten, um ihre Landsleute zu evakuieren. 1973, kurz vor seinem Tod, schrieb Ian Campbell: „It has always been abundantly clear to me that no division has ever been more uselessly sacrificed. It could have been got away a week before but the powers that be – owing I think to very faulty information – had come to the conclusion that there was a capacity for resistance in France which was not actually there.“ (dt. „Mir war immer mehr als klar, dass keine Division jemals so sinnlos geopfert wurde. Eine Woche früher, und sie wäre davongekommen, aber die Entscheidungsträger kamen zu dem Schluss – wahrscheinlich aufgrund falscher Informationen –, dass die Widerstandsfähigkeit in Frankreich stärker sei als sie in Wirklichkeit war.“)
Campbell befand sich bis Kriegsende in deutscher Kriegsgefangenschaft im Laufener Schloss bei Salzburg, wo er in der Lagerküche arbeitete. Seine Frau Louise organisierte in dieser Zeit in Zusammenarbeit mit dem Roten Kreuz eine Versorgung der Gefangenen mit Paketen.
1949 erbte er die Adelstitel seines Onkels zweiten Grades und wurde dadurch Mitglied des House of Lords.
Die Ehe Campbells mit Louise wurde 1951 geschieden, weil Campbell eine Geliebte hatte, die er heiraten wollte, Margaret Sweeny, geborene Whigham. Seine Frau Louise behielt das Sorgerecht für die Söhne.

### Dritte Ehe

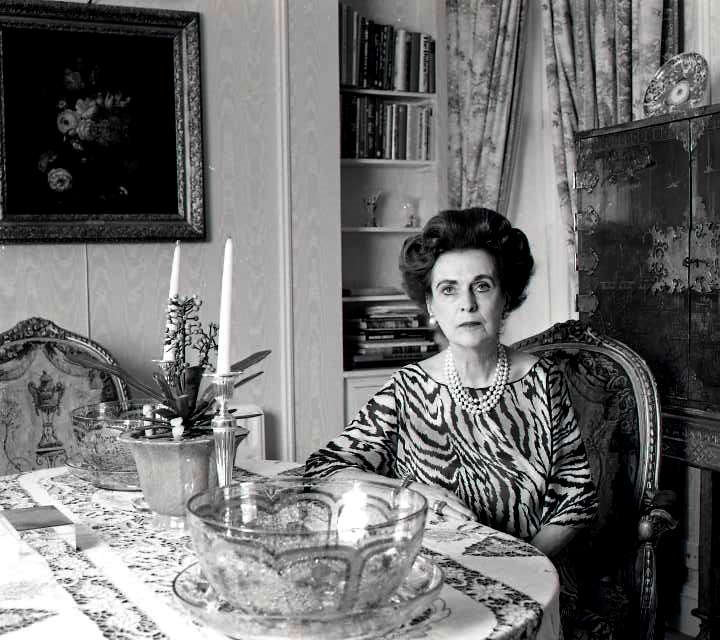
Margaret, Duchess of Argyll (1992)

1951 heiratete er Margaret Sweeny. Noch während er mit seiner zweiten Frau verheiratet war, hatte er ihr einen Heiratsantrag gemacht, zehn Tage nachdem er sie auf einer Zugfahrt des Golden Arrow kennengelernt hatte. Als ihr künftiger Mann um Geld für eine Renovierung des Castles bat, lieh ihm sein Schwiegervater 250.000 Pfund, ließ den Duke allerdings Papiere unterzeichnen, mit denen er kostbare Einrichtungsgegenstände des Schlosses verpfändete. Die Duchess selbst gab später an, weitere Lebenshaltungskosten für ihren Mann übernommen zu haben, so z. B. das Schulgeld für seine Kinder aus zweiter Ehe.
Diese Ehe fand in aller Öffentlichkeit ein Ende: Ian Campbell reichte 1961 die Scheidung von seiner dritten Frau ein. Zwei Jahre später kam es zu einem Aufsehen erregenden Scheidungsprozess, der elf Verhandlungstage dauerte und den die britische Nation gespannt verfolgte. Der Duke of Argyll legte dem Gericht 13 Polaroid-Fotos vor, die per Hand beschriftet waren und die Duchess nackt mit einem kopflosen Mann zeigten, aber mit ihrer für sie typischen dreireihigen Perlenkette. Diese Fotos hatte seine Tochter aus erster Ehe gemeinsam mit Tagebüchern der Duchess in deren Abwesenheit aus deren Wohnung in London entwendet. Der Duke legte dem Gericht eine Liste von 88 Männern vor, die vermeintlich Liebhaber seiner Frau waren, darunter zwei Regierungsmitglieder und drei Mitglieder der königlichen Familie. Bob Hope, Maurice Chevalier, Männer aus dem Nachbardorf des Schlosses wurden genannt, und auch junge Männer, die ihre Söhne hätten sein können, soll sie verführt haben.

### Vierte Ehe
Wenige Monate nach dem Scheidungsurteil heiratete Ian Campbell seine vierte Frau, die vermögende Mathilda Coster Mortimer (1925–1997), die 22 Jahre jünger war als er. Das Ehepaar, das seit 1969 in Paris lebte, hatte eine Tochter, die nur fünf Tage lebte.
Mathilda Mortimer wurde als Tochter einer vermögenden amerikanischen Familie in Genf geboren. Sie studierte Philosophie am Radcliffe College in Cambridge, Massachusetts. 1945 heiratete sie Clemens Heller, einen aus Wien gebürtigen Hochschullehrer von Harvard. Das Ehepaar bekam drei Söhne, darunter ein Zwillingspaar, und wurde 1962 geschieden. Der jüngste Sohn, Alexis, wandte sich Anfang der 1960er Jahre dem Sufismus zu und starb 1974 im Alter von 21 Jahren in Marokko, wahrscheinlich entkräftet von religiösen Exerzitien.
Campbell starb 1973 in einem Krankenhaus in Großbritannien. Seine Witwe verbrachte ihren Lebensabend in Schottland und auf Reisen; sie starb 1997 in Paris.

## Adelstitel
- 11. Duke of Argyll (Peerage of Scotland, 1701)
- 4. Duke of Argyll (Peerage of the United Kingdom, 1892)
- 11. Marquess of Kintyre and Lorn (Peerage of Scotland, 1701)
- 20. Earl of Argyll (Peerage of Scotland, 1457)
- 11. Earl of Campbell and Cowall (Peerage of Scotland, 1701)
- 11. Viscount of Lochow and Glenyla (Peerage of Scotland, 1701)
- 21. Lord Campbell (Peerage of Scotland, 1445)
- 20. Lord Lorne (Peerage of Scotland, 1470)
- 14. Lord Kintyre (Peerage of Scotland, 1626)
- 11. Lord of Inverary, Mull, Morvern and Tirie (Peerage of Scotland, 1701)
- 7. Baron Sundridge (Peerage of Great Britain, 1766)
- 8. Baron Hamilton of Hameldon (Peerage of Great Britain, 1776)
- 13. Campbell Baronet, of Lundie (Baronetage of Nova Scotia, 1627)